# تخماق تپه
تخماق تپه مربوط به دوران‌های تاریخی پس از اسلام است و در شهرستان ترکمن، بخش گمیشان، روستای آلتین تخماق واقع شده و این اثر در تاریخ ۱۰ خرداد ۱۳۸۲ با شمارهٔ ثبت ۸۸۷۹ به‌عنوان یکی از آثار ملی ایران به ثبت رسیده است.